# Grammy Award de la meilleure prestation vocale rock par un groupe ou un duo
Le Grammy Award de la meilleure prestation vocale rock par un groupe ou un duo (Grammy Award for Best Rock Performance by a Duo or Group with Vocal) est une récompense présentée aux Grammy Awards de 1980 à 2004.

## Histoire
La récompense est créée en 1980, puis fusionne en 2012 avec les Grammy Awards de la meilleure prestation vocale rock en solo et de la meilleure prestation rock instrumentale pour former le Grammy Award de la meilleure prestation rock.
Le groupe U2 détient le record du nombre de victoires avec un total de sept.

## Lauréats
Liste des lauréats,.
- 1980 : Eagles, Heartache Tonight
- 1981 : Bob Seger and the Silver Bullet Band, Against the Wind
- 1982 : The Police, Don't Stand So Close to Me
- 1983 : Survivor, Eye of the Tiger
- 1984 : The Police, Synchronicity
- 1985 : Prince & The Revolution, Purple Rain
- 1986 : Dire Straits, Money for Nothing
- 1987 : Eurythmics, Missionary Man
- 1988 : U2, The Joshua Tree
- 1989 : U2, Desire
- 1990 : Traveling Wilburys, Traveling Wilburys Vol. 1
- 1991 : Aerosmith, Janie's Got a Gun
- 1992 : Bonnie Raitt & Delbert McClinton, Good Man, Good Woman
- 1993 : U2, Achtung Baby
- 1994 : Aerosmith, Livin' on the Edge
- 1995 : Aerosmith, Crazy
- 1996 : Blues Traveler, Run-Around
- 1997 : Dave Matthews Band, So Much to Say
- 1998 : The Wallflowers, One Headlight
- 1999 : Aerosmith, Pink
- 2000 : Carlos Santana & Everlast, Put Your Lights On
- 2001 : U2, Beautiful Day
- 2002 : U2, Elevation
- 2003 : Coldplay, In My Place
- 2004 : Bruce Springsteen & Warren Zevon, Disorder in the House
- 2005 : U2, Vertigo
- 2006 : U2, Sometimes You Can't Make It on Your Own
- 2007 : Red Hot Chili Peppers, Dani California
- 2008 : The White Stripes, Icky Thump
- 2009 : Kings of Leon, Sex on Fire
- 2010 : Kings of Leon, Use Somebody
- 2011 : The Black Keys, Tighten Up